# Katonai Felderítő Hivatal
A Magyar Köztársaság Katonai Felderítő Hivatal (rövidítve: MK KFH) 1990 és 2012 között Magyarország egyik katonai nemzetbiztonsági szolgálata volt. Rendeltetése a Magyar Köztársaság ellen irányuló támadó szándékú törekvések, az ország szuverenitását sértő tevékenységek felfedése volt. A Magyar Honvédség parancsnoka 1990. február 14-én alakította meg a rendszerváltás előtti MNVK 2. Csoportfőnökség (Felderítő Csoportfőnökség) utódszervezeteként a Honvéd Vezérkar Katonai Felderítő Hivatalát, 1995-től nemzetbiztonsági szolgálatokról szóló törvény szabályozza a titkos szolgálatok tevékenységét, a Katonai Felderítő Hivatal innentől működött országos hatáskörrel, a megszűnésekor is ismert formájában. Működését a honvédelemért felelős miniszter (jelenleg a honvédelmi miniszter) felügyelte. 2012. január 1-jén a Katonai Biztonsági Hivatallal történt integráció folytán létrejött az egységes Katonai Nemzetbiztonsági Szolgálat, amely katonai hírszerző és elhárító tevékenységet is folytat a két korábbi katonai nemzetbiztonsági szolgálat utódszervezeteként.
A magyar katonai felderítés kilencvenéves tevékenységét, munkáját, történelmi emlékeit, ereklyéit a Magyar Köztársaság Katonai Felderítő Hivatal Múzeuma őrizte, amely a Hivatalban volt található s kizárólag a szakma képviselői látogathatták.
A magyar külképviseleteken dolgozó katonai attasék nyíltan, és mindenki számára köztudottan – a fogadó államot is beleértve – külszolgálati idejük alatt a Katonai Felderítő Hivatal állományába tartoztak.

## Feladatai
A nemzetbiztonsági szolgálatokról szóló 1995. évi CXXL. törvény alapján a Katonai Felderítő Hivatal feladatai az alábbiak voltak:
- Megszerzi, elemzi és továbbítja a kormányzati döntésekhez szükséges, a külföldre vonatkozó, illetőleg külföldi eredetű, a biztonságpolitika katonai elemét érintő katonapolitikai, hadiipari és katonai információkat;
- Felfedi a Magyar Köztársaság ellen irányuló, támadó szándékra utaló törekvéseket;
- Felderíti a külföldi katonai titkosszolgálatoknak a Magyar Köztársaság szuverenitását, honvédelmi érdekeit sértő vagy veszélyeztető törekvéseit és tevékenységét;
- Információkat gyűjt a nemzetbiztonságot veszélyeztető jogellenes fegyverkereskedelemről, valamint a Magyar Honvédség biztonságát veszélyeztető terrorszervezetekről;
- Közreműködik a nemzetközileg ellenőrzött termékek és technológiák jogellenes forgalmának felderítésében és megelőzésében;
- Biztosítja a Honvéd Vezérkar hadászati-hadműveleti tervező munkájához szükséges információkat;
- Ellátja a kormányzati tevékenység szempontjából fontos, külföldön lévő magyar katonai szervek és létesítmények (intézmények) biztonsági védelmét;
- Ellátja a hatáskörébe tartozó személyek nemzetbiztonsági védelmének, illetve ellenőrzésének feladatait.

## Főigazgatók
A Katonai Felderítő Hivatal főigazgatói:
- 1993. március – 1995. február 28.: Fodor Lajos vezérőrnagy[6]
- 1995. március 1. – 2001. március 14.: Dr. Botz László altábornagy[7]
- 2001. március 15. – 2006. december 31.: Morber Ferenc vezérőrnagy[8]
- 2007. január 1. – 2010. június 5.: Madarász Károly mérnök altábornagy[9]
- 2010. június 6. – 2011. november 30.: Tóth András mérnök vezérőrnagy[10]
- 2011. december 1–31.: Kovács József altábornagy[11]

## Létszám és költségvetés
Alapadatok, a költségvetési törvények alapján:
|                          | 2006    | 2007    | 2008    | 2009    | 2010    | 2011    |
| költségvetés (millió Ft) | 8.544,9 | 8.825,1 | 8.723,7 | 8.916,4 | 9.268,2 | 9.520,4 |
| létszám (fő)             | 820     | 693     | 751     | 731     | 733     | -       |
| ------------------------ | ------- | ------- | ------- | ------- | ------- | ------- |